# Вилем VII фон Хорн-Алтена
Вилем VII/VIII (Вилхелм) фон Хорн-Алтена (на немски: Wilhelm VII/VIII, Graf von Horn; на нидерландски: Willem VII van Hoorne & Altena; * ок. 1380; † 21 юли 1433) е от 1414 г. господар/граф на Хорн-Алтена и Верт в Лимбург, Нидерландия.

## Произход
Той е син на господар Вилем VI/VII фон Хорн-Алтена-Верт (* 1357; † 25 октомври 1415, убит при Ацинкурт) и съпругата му Йохана фон Хайнсберг (Лоон-Спанхайми) († пр. 20 август 1416), дъщеря на граф Готфрид II фон Лоон-Хайнсберг († 1395) и херцогиня Филипа фон Юлих († 1390), дъщеря на херцог Вилхелм I фон Юлих († 1361). Сестра му Ода фон Хорн († сл. 1442) е омъжена на 28 януари 1417 г. за Йохан фон Гемен († сл. 8 март 1458).

## Фамилия
Вилем VII фон Хорн-Алтена се жени на 23 януари 1417 г. за Жана де Монтигни (* ок. 1389; † 1427). Те имат един син:
- Якоб I фон Хорн (* 1420; † 13 май 1488), 1450 г. имперски граф на Хорн, женен на 6 януари 1428 г. за Йохана фон Мьорс-Сарверден († 13 май 1488), дъщеря на граф Фридрих IV фон Мьорс-Сарверден († 1448) и Енгелберта фон Клеве-Марк (* ок. 1383; † 7 декември 1458), дъщеря на Адолф III фон Марк.